# Edealina
Edealina es un municipio brasileño del estado de Goiás. Ciudad con una población de aproximadamente 3783 habitantes siendo, 2006 del sexo masculino y 1777 del sexo femenino. Con cerca de 606 kilómetros cuadrados de área. Posee una densidad poblacional de casi 6,24 habitantes por km cuadrado según el IBGE.